# Мещеряков, Михаил Григорьевич
Михаи́л Григо́рьевич Мещеряко́в (4 (17) сентября 1910 в селе Самбек, ныне Ростовской области — 24 мая 1994, Дубна) — советский физик, член-корреспондент АН СССР (1953), профессор МГУ. Первый директор и основатель научного центра в будущей Дубне — секретной «Гидротехнической лаборатории», переименованной позднее в Институт ядерных проблем АН СССР (1949—1956), знаковая фигура Советского атомного проекта. Один из отцов-основателей Объединённого института ядерных исследований. В 1966—1988 годах — директор Лаборатории вычислительной техники и автоматизации (ЛВТА). С 1 сентября 1988 года — почётный директор ЛВТА ОИЯИ.

## Биография

### Ранние годы
М. Г. Мещеряков родился 4 (17) сентября 1910 года в казачьей семье, в селе Самбек (окраина Таганрога), ныне Ростовской области. Его отец Григорий Дорофеевич в Первую мировую войну служил в Волынском лейб-гвардии полку, погиб в 1916 году на Юго-Западном фронте. Мать Надежда Осиповна осталась с четырьмя маленькими детьми; выжили двое: Михаил (старший) и его брат Пантелей.
В 1927—1930 годах Михаил работал шлифовщиком на заводе в Таганроге и одновременно учился на вечернем рабфаке. Обнаружил склонность к точным наукам, тщательно изучая университетский курс физики Ореста Хвольсона. В начале 1931 года поступил на физический факультет Ленинградского университета. В 1936 году окончил ЛГУ с отличием. В 1936—1939 годах был аспирантом Радиевого института АН СССР (РИАН) и вместе со своим научным руководителем И. В. Курчатовым приводил в действие первый советский циклотрон, строительство которого было инициировано Л. В. Мысовским.
В 1939 году, по окончании аспирантуры, Мещеряков был призван в армию, принимал участие в боях на Карельском перешейке. Защитил кандидатскую диссертацию. В 1940 году, по возвращении из армии, был назначен руководителем циклотронной лаборатории РИАН и продолжил совершенствование циклотрона. Член КПСС с 1940 года.

### Война
С первых дней Великой Отечественной войны пошёл добровольцем в народное ополчение, был зачислен в состав 3-й ленинградской дивизии народного ополчения, а в начале сентября был переведён в 261-й артиллерийский дивизион, оборонявший Колпино. Был ранен в день своего рождения 17 сентября, два месяца оставался в строю, пока не дала о себе знать контузия. Зиму 1941—1942 годов провёл в госпитале блокадного Ленинграда, пережил две операции. В мае 1942 года был демобилизован, в июле был переправлен через Ладожское озеро и возобновил работу в Радиевом институте, который находился в то время в эвакуации в Казани.

### Научная работа
С мая 1946 года по февраль 1947 года Мещеряков находился в командировке в США, сначала в качестве советского представителя на показательных ядерных испытаниях США в атолле Бикини (в рамках операции «Перекрёсток»), а затем в качестве эксперта Атомной комиссии при ООН.

Вторая половина 1946 года — это время, когда американские академические круги были взбудоражены комплексом идей Н. Винера, поражавших своей универсальностью и вскоре получивших название «кибернетика». Тогда же ведущие физические лаборатории США начали возлагать все большие надежды на использование вычислительных машин в научных исследованиях. Планировали американские учёные приступить в ближайшее время и к исследованиям в области физики высоких энергий: в знаменитой Берклиевской лаборатории Калифорнийского университета завершилось сооружение 184-дюймового (около 4,7 м) синхроциклотрона, рассчитанного на ускорение протонов до энергии 340 МэВ.
— По воспоминаниям М. Г. Мещерякова
В 1947—1953 годах Мещеряков работал заместителем директора Лаборатории № 2 АН СССР (впоследствии — Институт атомной энергии им. И. В. Курчатова). С 1947 года Мещеряков — научный руководитель работ по проектированию и сооружению в будущем городе Дубна самого крупного в мире на тот момент синхроциклотрона. Синхроциклотрон на энергию 460 МэВ был запущен к 70-летию И. В. Сталина в декабре 1949 года. В 1948—1954 годах Мещеряков был начальником «Гидротехнической лаборатории» (ГТЛ) АН СССР (Дубна), которую в 1954 году переименовали в Институт ядерных проблем АН СССР (ИЯПАН).
В 1950 году Мещеряков защитил докторскую диссертацию.
В 1953 году был избран членом-корреспондентом АН СССР. Также с 1953 года он являлся профессором МГУ.
Основные научные интересы Мещерякова были в области ускорителей, физики атомного ядра и элементарных частиц. Совместно с Д. В. Ефремовым и А. Л. Минцем он руководил строительством первого в СССР синхроциклотрона на энергию до 680 МэВ. Проведённые им исследования позволили обнаружить резонансные эффекты в нуклон-нуклонных взаимодействиях, установить зависимость спектров пи-мезонов от размеров облучаемых ядер. В 1955 году М. Г. Мещеряков открыл (совместно с Б. С. Негановым) резонансный характер реакции рр → π+d. Ряд его работ был посвящён проблеме автоматизации физических исследований.
В 1956 году ИЯПАН СССР и Электрофизическая лаборатория АН СССР (ЭФЛАН), основателем и директором которой был В. И. Векслер, вошли в состав учреждённого 26 марта 1956 года международного научного центра стран социалистического содружества — Объединённого института ядерных исследований и стали его первыми лабораториями.
14 мая 1956 года М. Г. Мещеряков был назначен председателем оргкомитета Всесоюзной конференции по физике высоких энергий.
В том же 1956 году М. Г. Мещеряков был понижен в должности. В течение нескольких месяцев он — начальник научного отдела Лаборатории ядерных проблем (ЛЯП) Объединённого института ядерных исследований (Дубна). Со временем отдел сократился до сектора (конец 1959 года), а затем группы.
В 1957 году М. Г. Мещеряковым и его сотрудниками было открыто явление прямого выбивания дейтронов из атомных ядер протонами высоких энергий, положившее начало исследованиям ядерных кластеров (внесено в Государственный реестр открытий СССР под номером 221).
В 1966 году в составе Объединённого института ядерных исследований была образована Лаборатория вычислительной техники и автоматизации (ЛВТА), директором лаборатории был назначен М. Г. Мещеряков, а с 1988 года переведён на должность почётного директора. В феврале 1992 года дал видеоинтервью, известное под названием «М. Г. рассказывает».
М. Г. Мещеряков был членом Научного совета по использованию вычислительной техники и средств автоматизации в экспериментальной ядерной физике, членом редколлегий журналов «Nuclear Instruments and Methods», «Физика элементарных частиц и атомного ядра».

### Смерть
Михаил Григорьевич жил в Дубне, он умер 24 мая 1994 года. Похоронен на Большеволжском кладбище Дубны.

### Семья
Внук — Иванов Иннокентий Владимирович, российский журналист и телеведущий.

## Награды и звания
- Две Сталинских премии (1951, 1953)
- Три ордена Ленина (1949; 1951; 1954)
- Орден Октябрьской Революции (19.09.1980)
- Орден Отечественной войны 1-й степени (11.03.1985)
- Орден Трудового Красного Знамени (17.09.1975)
- Орден Дружбы народов (16.09.1985)
- Орден Красной Звезды (21.03.1947)
- Орден «Знак Почёта» (1945)
- Медаль «За трудовую доблесть» (1952)
- Медаль «За доблестный труд. В ознаменование 100-летия со дня рождения Владимира Ильича Ленина» (1970)
- Медаль «За доблестный труд в Великой Отечественной войне 1941—1945 гг.» (1947)
- Юбилейная медаль «Тридцать лет Победы в Великой Отечественной войне 1941—1945 гг.» (1976)
- Юбилейная медаль «Сорок лет Победы в Великой Отечественной войне 1941—1945 гг.» (1985)
- Юбилейная медаль «50 лет Вооружённых Сил СССР» (1968)
- Юбилейная медаль «60 лет Вооружённых Сил СССР» (1978)
- орден Полярной Звезды (Монголия) (1976)
- Орден «Кирилл и Мефодий» первой степени (Болгария) (1970)
- Медаль «Дружба» (Монголия) (1969)
- Медаль «Дружба» (Вьетнам) (1981)
- Юбилейная медаль Принстонского университета «В честь 200-летия Принстонского университета» (1946)
- «За заслуги перед наукой и человечеством» Чехословацкой АН (1975)
- Медаль Берлинской Академии наук имени Г. Г. Гельмгольца (1980)
- Медаль Словацкой Академии наук «За успехи в науке» (1986)

## Память

Памятник Михаилу Мещерякову в Дубне

- В Дубне, на правом берегу Волги, установлен бронзовый памятник М. Г. Мещерякову
- В 2010 году внук Мещерякова — Иннокентий Иванов снял на телеканале «Культура» к 100-летнему юбилею деда документальный фильм «Дед. Столетие дубнинского зубра»[значимость факта?]
- 25 марта 2021 года Комитет полномочных представителей правительств стран-участниц ОИЯИ постановил присвоить Лаборатории информационных технологий имя М. Г. Мещерякова за его выдающийся вклад в создание, становление и развитие сетевой инфраструктуры и информационно-вычислительного комплекса Лаборатории, Института и стран-участниц[10].